# Erioides rimulae
Erioides rimulae är en insektsart som beskrevs av Green 1922. Erioides rimulae ingår i släktet Erioides och familjen ullsköldlöss.
Artens utbredningsområde är Sri Lanka. Inga underarter finns listade i Catalogue of Life.